# ミュンヘン空港 (企業)
ミュンヘン空港有限会社（Flughafen München GmbH、FMG）とは、ドイツ連邦共和国のミュンヘン空港を運営する空港管理会社である。取締役会長は、バイエルン自由州首相のパトリシアフィスターマルクス・ゼーダーである。

## 沿革
同社の前身である「ミュンヘン・リエム空港協会（Flughafen München-Riem Gesellschaft mbH）」は、1949年10月12日にバイエルン自由州とバイエルン州の州都ミュンヘン市によって設立された。当時のCEOはWulf-Dieter Graf zu Castellであり、彼は1972年までこの役職にあった。同年、長さ1,907メートル、幅60メートルへの滑走路拡張工事が開始され、11月22日に完成した。1962年には年間100万人以上の乗客が空港を利用した。1963年、新空港の建設地を調査するための委員会が発足した。1969年に現在の名称になった。
1992年5月17日、ミュンヘン・リエム空港からエルディングとフライジングの間の新しく建設された現在のミュンヘン空港への移転が行われた。2003年6月27日には、ルフトハンザドイツ航空（40%）とFMG（60%）が共同出資して第2ターミナルの拡張工事が開始された。FMGの貢献によってミュンヘン空港は短期間の内にヨーロッパでも最も重要な航空輸送拠点の一つにまで成長したが、2005年に計画された第3滑走路の拡張は、住民の間で大きな議論を呼んでいる。
2014年9月、監督委員会が同社取締役が参加する海外の空港運営計画を中止した。

## 出資構造
バイエルン自由州が51%と過半数の持分を保持し、ドイツ連邦共和国が26%、ミュンヘン市が23%の持分をそれぞれ保有している。